# Lista Office
Die Lista Office Group AG (bis 2017 Lienhard Office Group AG) mit Sitz in Degersheim ist ein Schweizer Büromöbel-Hersteller und Anbieter von Büroeinrichtungen. Unter der Marke Lista Office LO, produziert und vertreibt sie Möbel und Systeme für die Bereiche Büro, Bildung und Gesundheit. Diese werden über das eigene Vertriebssystem sowie über den Fachhandel vertrieben.
Die Unternehmensgruppe befand sich bis zu dessen Verkauf 2019 an die Zhejiang Henglin Chair Industry vollständig im Besitz der Familie Lienhard. Die Lista Office Gruppe beschäftigte Ende 2023 rund 320 Mitarbeiter. Der Umsatz betrug 2023 rund 137 Millionen CHF.

## Unternehmens- und Markengeschichte
Alfred Lienhard gründete 1945 in Herisau (Appenzell Ausserrhoden) eine Werkstatt zur Fertigung von einfachen Stahlrohrgeräten, Gartenmöbeln und Garderobenschränke. 1951 siedelte der Betrieb mit 45 Mitarbeitern nach Erlen im Kanton Thurgau um. Er spezialisierte sich auf die Herstellung von Schubladenschränken. Im Verlaufe der Jahrzehnte wuchs das Unternehmen, ab 1970 unter der Leitung von Alfred „Fredy“ Lienhard, von einem Spezialisten von Schubladenschränken zu einem international tätigen Hersteller von Betriebs- und Lagereinrichtungen.
Nach dem Tod Alfred Lienhards ging das Unternehmen 1970 an seinen Sohn Alfred „Fredy“ A. Lienhard über. In den 1970er Jahren kam als zweites Standbein der Bereich Büromöbel hinzu. Dieser Bereich wurde 1995 mit der Übernahme der von Albert Denz gegründeten Denz AG ausgebaut. 1980 wurde die seit 1953 verwendete Marke „Lista“ (für Lienhard Stahl) zum Firmennamen. 1995 baute Lista den Bereich Büromöbel mit einer Mehrheitsbeteiligung am Schweizer Unternehmen Denz aus.
Im Rahmen der Nachfolgeregelung wurde 2004 der Lista-Konzern in die beiden Bereiche Büromöbelsysteme (heute Lista Office Group) sowie Betriebs- und Lagereinrichtungen (heute Lista Holding) aufgeteilt. 2006 verkaufte Lienhard den Bereich Betriebs- und Lagereinrichtungen mehrheitlich an die Schweizer Beteiligungsgesellschaft Capvis und an das Management, bleibt bei dieser aber wichtiger Minderheitsaktionär.
Der im Besitz der Familie Lienhard verbliebene Bereich Büromöbelsysteme mit der Lista Office und der Denz wurden unter dem Dach der neu geschaffenen Lienhard Office Group AG organisiert. Diese wurde mit der rückwirkend auf Anfang 2008 erfolgten Übernahme der InterOffice Holding AG weiter ausgebaut. Die neu gegründete Lienhard Office Group umfasste die eigenständig auftretenden Unternehmen Lista Office, Denz und InterOffice. Fredy Lienhard übergab nach über 44 Jahren 2014 sein Mandat als Verwaltungsratspräsident an Erwin Stoller. Er wurde von Franziska Lienhard Nava als Vize-Präsidentin unterstützt. Der Zusammenschluss der Marken Lista Office und Denz fand 2016 statt. Die Marke Denz wurde vom Markt entnommen. Die Produkte der Marke Denz werden in den eigenen Produktionswerken unter der Marke Lista Office LO weitergeführt.
2017 wurde die Lienhard Office Group zur Lista Office Group umbenannt. 2019 wurde die Firma an die Zhejiang Henglin Chair Industry verkauft.

### Motorsport
Lista Office war Titelsponsor der Schweizer Monoposto-Serie Formula LO.